# Reuben Goodstein
Pour les articles homonymes, voir Goodstein.
Reuben Louis Goodstein, né le 15 décembre 1912 à Londres et mort le 8 mars 1985 à Leicester, est un mathématicien et logicien britannique.
Il est l'auteur du théorème de Goodstein en logique mathématique, qui a des applications en informatique théorique.
Parmi ses élèves, figure S. Barry Cooper.